# Supafly
Supafly, zwischenzeitlich auch Supafly Inc., ist ein Danceprojekt aus London.

## Karriere
Gegründet wurde Supafly 1999 von DJ Panos Liassi alias „Mister P“ und dem Sänger Andrew Tumi alias „One“. Zeitweise waren auch DJ Christos Papathanasiou und Sängerin Angelique an dem Projekt beteiligt. Ihren Durchbruch hatten sie 2005 mit dem Song Let's Get Down. Der Titel war nicht nur in Großbritannien erfolgreich, er platzierte sich auch in anderen Ländern, unter anderem erreichte er Platz 30 in Australien und Platz 13 in den Nederlandse Top 40. Die nächste Single Moving Too Fast war ähnlich erfolgreich und erreichte Platz 8 in Finnland. Das Lied verwendet ein Sample aus Another Day in Paradise von Phil Collins. Mit She's Part of History waren sie 2009 noch einmal in den niederländischen Charts.
Liassi und Papathanasiou arbeiteten 2012 in einem anderen Projekt namens La La Land zu zweit zusammen.

## Diskografie
Lieder
- Erotic City
- Let's Get Down (Supafly vs. Fishbowl, 2005)
- Moving Too Fast (Supafly Inc., 2006)
- Sunrise (Supafly Inc., 2007)
- Be Together (Supafly Inc., 2008)
- She's Part of History (Supafly Inc., 2009)
- Happiness (featuring Shahin Badar, 2012)